# ウィレム・ファン・ベンメル
ウィレム・ファン・ベンメル（Willem Gerritsz. van Bemmel、ドイツ語名: Wilhelm von Bemmel、1630年7月10日 - 1708年12月20日）はオランダ生まれの画家である。風景画を描き、1650年代から主にドイツで働いた。

## 略歴
ユトレヒトで生まれた。兄に画家になった ヤコブ・ファン・ベンメル(Jacob Gerritsz. van Bemmel: 1628-1673)がいる。兄と1645年からユトレヒトの画家、ヘルマン・サフトレーフェン(Herman Saftleven: 1609-1685) の弟子になった。1847年からイタリアに修行に出て、ヴェネツィアに滞在した後、1649年にローマに移り、ローマのオランダやフランドル出身の画家達のグループ、「Bentvueghels」のメンバーとして活動し、風景画家、ガスパール・デュゲ(1615-1675)の作品から影響を受けた。ナポリやロンドンでも働いた後、1856年からヘッセン＝カッセル方伯領のカッセルの宮廷の画家となった。1662年に短期間アウクスブルクで働いた後、ニュルンベルクに移り、ニュルンベルクで結婚した。
イタリアのスタイルの影響を受けたユトレヒトの風景画家、ヤン・ボト(Jan Both: 1618年か1622年生まれ）の後継者とされる。ドイツ生まれの画家、ヨハン・ハインリヒ・ロース(Johann Heinrich Roos: 1631-1685)や息子のヨハン・ゲオルク・フォン・ベンメル(Johann Georg von Bemmel: 1669–1723)が人物を描き、ウィレム・ファン・ベンメルが風景を描くという形の共作も行った。

## 作品

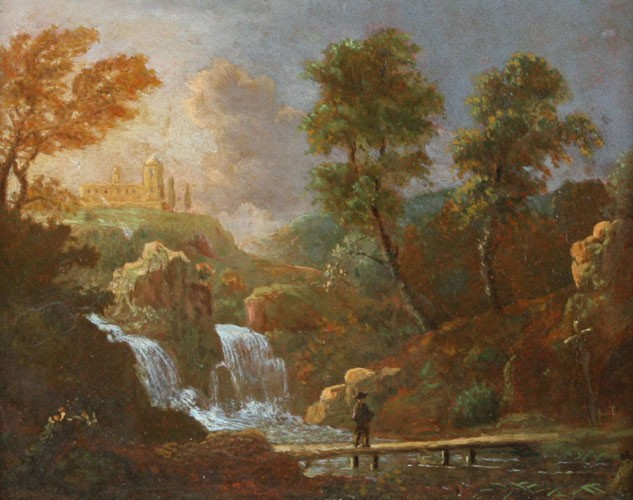
滝のそばの橋の風景
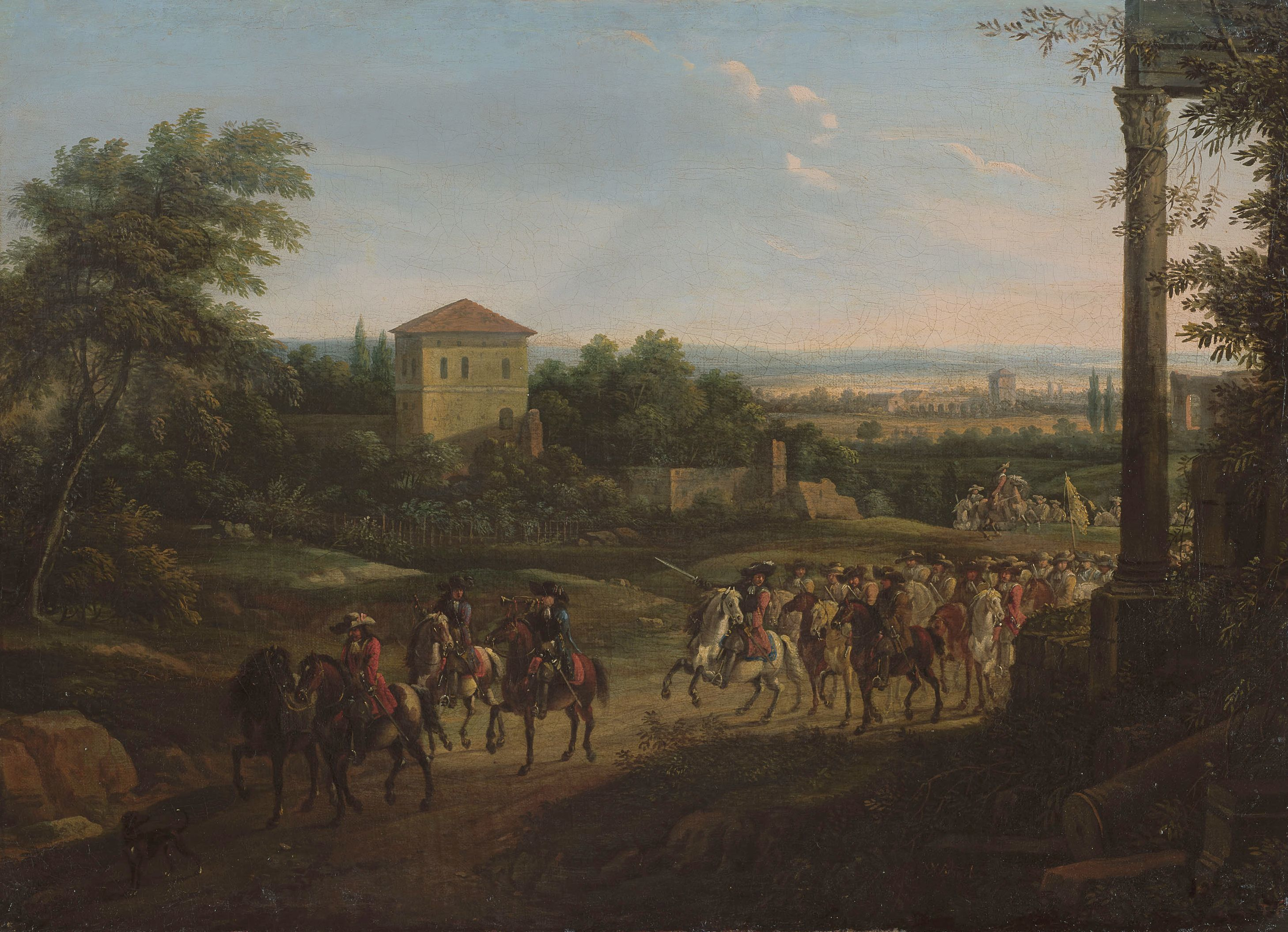
乗馬する人々のいる風景画 美術史美術館 蔵
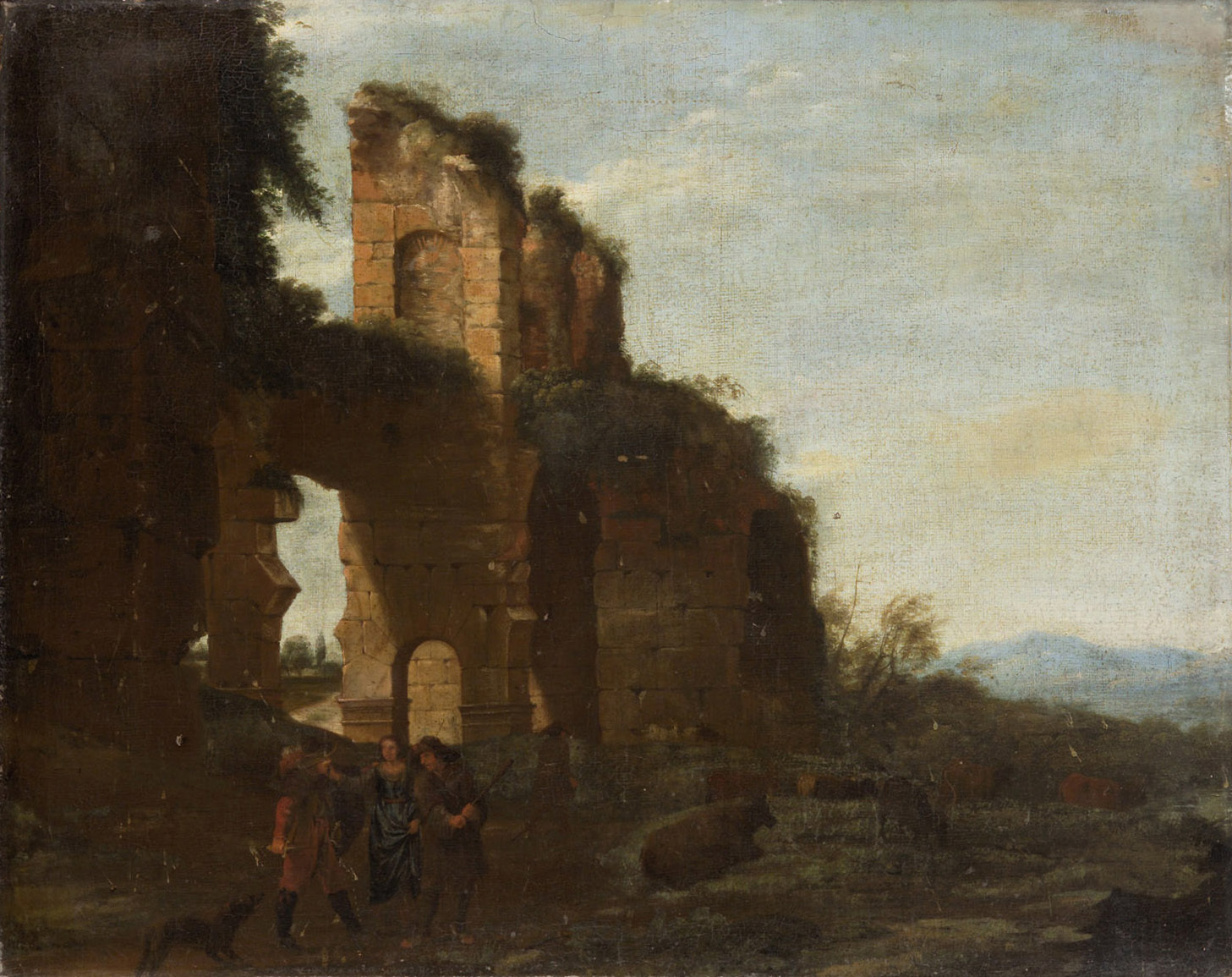
強盗と女性のいる廃墟 美術史美術館 蔵
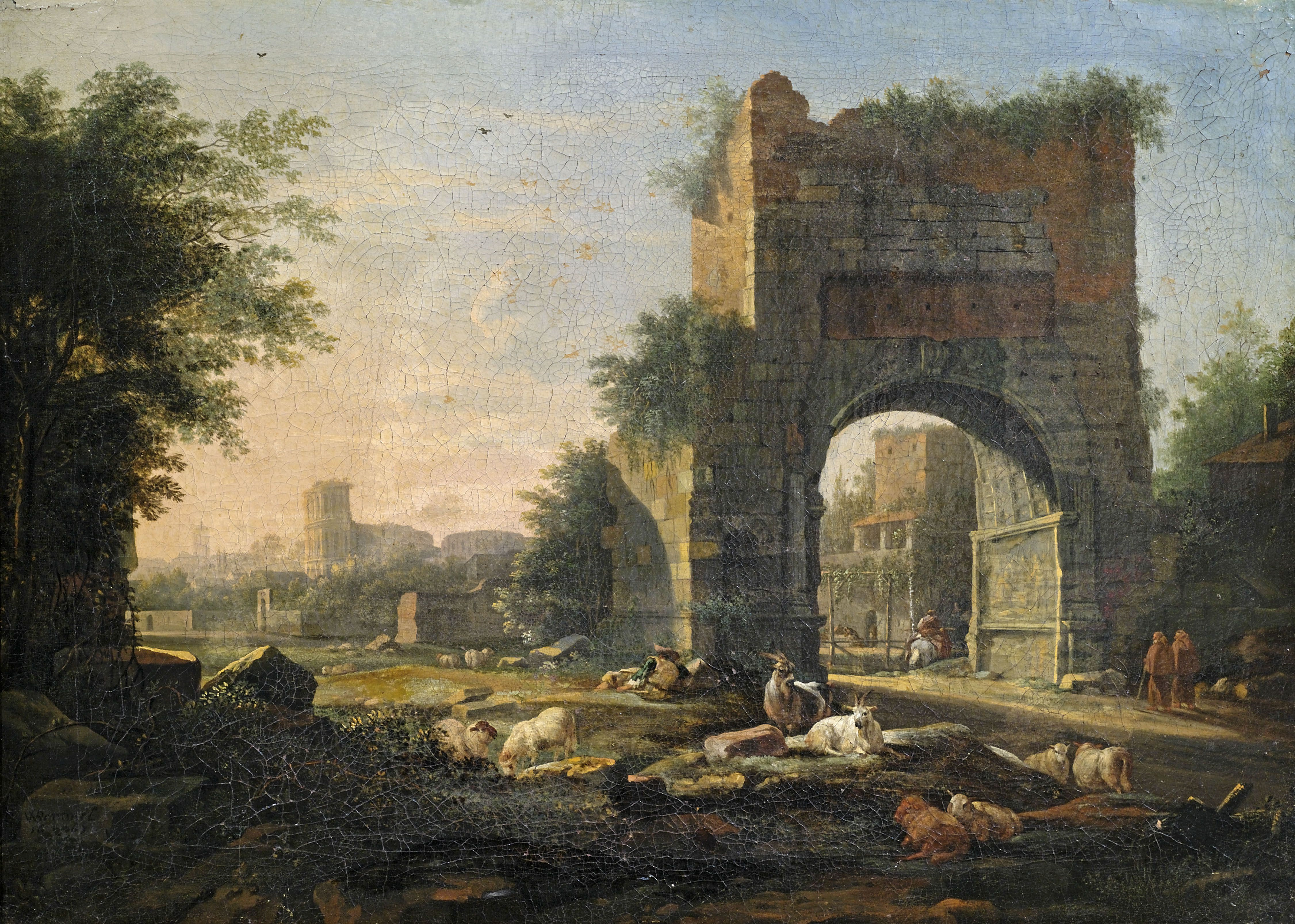
ローマの夕方